# Самарка (Атбасарський район)
Сама́рка (каз. Самарка) — село у складі Атбасарського району Акмолинської області Казахстану. Входить до складу Сергієвського сільського округу.
Населення — 281 особа (2021; 430 у 2009, 875 у 1999, 1027 у 1989).
Національний склад станом на 1989 рік:
- росіяни — 33 %;
- німці — 27 %;
- казахи — 22 %.